# 중랑구 을
중랑구 을은 대한민국의 국회의원 선거구이다. 서울특별시 중랑구 일부 지역을 관할한다. 현 지역구 국회의원은 더불어민주당의 박홍근이다.

## 역사
중랑구는 원래 동대문구의 일부였다가 1988년 1월 1일 행정구역 개편으로 동대문구의 면목동, 상봉동, 중화동, 묵동, 망우동, 신내동 등이 분리되어 중랑구로 독립되었다. 이에 따라 1988년 대한민국 제13대 국회의원 선거부터 동대문구 선거구에서 떨어져 나오면서 신설되었다. 
1988년 중랑구의 상봉동, 중화동, 묵동, 망우동, 신내동 일대를 묶어 '중랑구 을'이 되었으며, 이들을 제외한 면목동은 '중랑구 갑'이 되었다. 2000년 제16대 총선부터 상봉2동과 망우3동을 중랑구 갑 지역구로 편입시킨 이후 선거구 구획은 큰 변화 없이 지금까지 유지되고 있다.

## 관할 구역
| 대수      | 관할 구역 |
| --------- | --- |
| 13대~14대 | 중랑구 상봉제1동, 상봉제2동, 중화제1동, 중화제2동, 묵제1동, 묵제2동, 망우제1동, 망우제2동, 망우제3동, 신내동            |
| 15대      | 중랑구 상봉제1동, 상봉제2동, 중화제1동, 중화제2동, 중화제3동, 묵제1동, 묵제2동, 망우제1동, 망우제2동, 망우제3동, 신내동 |
| 16대~17대 | 중랑구 상봉제1동, 중화제1동, 중화제2동, 중화제3동, 묵제1동, 묵제2동, 망우제1동, 망우제2동, 신내제1동, 신내제2동         |
| 18대~현재 | 중랑구 상봉제1동, 중화제1동, 중화제2동, 묵제1동, 묵제2동, 망우본동, 신내제1동, 신내제2동                                |

## 역대 국회의원
| 선거   | 정당 | 정당         | 의원   |
| ------ | ---- | ------------ | ------ |
| 1988년 |      | 평화민주당   | 김덕규 |
| 1992년 |      | 민주당       | 김덕규 |
| 1996년 |      | 신한국당     | 김충일 |
| 2000년 |      | 새천년민주당 | 김덕규 |
| 2004년 |      | 열린우리당   | 김덕규 |
| 2008년 |      | 한나라당     | 진성호 |
| 2012년 |      | 민주통합당   | 박홍근 |
| 2016년 |      | 더불어민주당 | 박홍근 |
| 2020년 |      | 더불어민주당 | 박홍근 |
| 2024년 |      | 더불어민주당 | 박홍근 |

## 역대 선거 결과

### 대한민국 제13대 국회의원 선거
|  | 29.04% |

|  | 25.60% |

|  | 24.36% |

|  | 18.61% |

|  | 2.37% |

### 대한민국 제14대 국회의원 선거
|  | 44.30% |

|  | 35.79% |

|  | 19.89% |

### 대한민국 제15대 국회의원 선거
|  | 38.81% |

|  | 37.11% |

|  | 11.69% |

|  | 11.68% |

|  | 0.68% |

### 대한민국 제16대 국회의원 선거
|  | 45.86% |

|  | 31.75% |

|  | 13.23% |

|  | 5.90% |

|  | 2.11% |

|  | 1.11% |

### 대한민국 제17대 국회의원 선거
|  | 49.44% |

|  | 39.30% |

|  | 6.86% |

|  | 2.86% |

|  | 1.51% |

### 대한민국 제18대 국회의원 선거
|  | 39.54% |

|  | 35.56% |

|  | 15.51% |

|  | 4.65% |

|  | 3.66% |

|  | 1.05% |

### 대한민국 제19대 국회의원 선거
|  | 44.49% |

|  | 43.63% |

|  | 5.64% |

|  | 4.31% |

|  | 1.15% |

|  | 0.74% |

### 대한민국 제20대 국회의원 선거
|  | 44.28% |

|  | 36.69% |

|  | 14.47% |

|  | 2.94% |

|  | 1.59% |

### 대한민국 제21대 국회의원 선거
|  | 59.28% |

|  | 38.07% |

|  | 1.56% |

|  | 0.57% |

|  | 0.49% |

### 대한민국 제22대 국회의원 선거
|  | 57.72% |

|  | 42.27% |

## 같이 보기
- 대한민국의 국회의원 선거구 목록